# Osmery
Osmery é uma comuna francesa na região administrativa do Centro, no departamento Cher. Estende-se por uma área de 21,23 km². Em 2010 a comuna tinha 256 habitantes (densidade: 12,1 hab./km²).